# 圣乔治德加尔德
圣乔治德加尔德（法語：Saint-Georges-des-Gardes，法語發音：[sɛ̃ ʒɔʁʒ de ɡaʁd] ⓘ）是法国曼恩-卢瓦尔省的一个旧市镇，属于绍莱区。2015年12月15日，圣乔治德加尔德和相邻的其它11个市镇合并为新市镇安茹地区舍米耶（Chemillé-en-Anjou）。

## 地理
圣乔治德加尔德（47°9'0"N, 0°45'33"W）面积32.49 平方千米，位于法国卢瓦尔河地区大区曼恩-卢瓦尔省，该省份为法国西部内陆省份，大致对应安茹地区，北起顺时针与马耶讷省、萨尔特省、安德尔-卢瓦尔省、维埃纳省、德塞夫勒省、旺代省、大西洋卢瓦尔省和伊勒-维莱讷省接壤。
与圣乔治德加尔德接壤的市镇（或旧市镇、城区）包括：拉沙佩勒鲁斯兰、拉图尔朗德里、特雷芒蒂讷、舍米耶-默莱、舍米耶、默莱。
圣乔治德加尔德的时区为UTC+01:00、UTC+02:00（夏令时）。

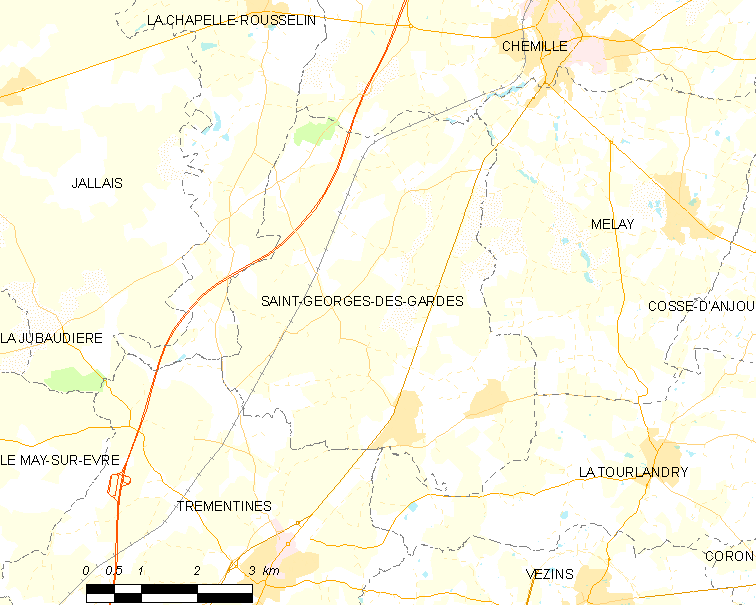
圣乔治德加尔德的OSM定位图

## 行政
圣乔治德加尔德的邮政编码为49120，INSEE市镇编码为49281。

## 政治
圣乔治德加尔德所属的省级选区为安茹地区舍米耶县。

## 人口

1962-2008年间圣乔治德加尔德人口变化图示

圣乔治德加尔德于2018年1月1日时的人口数量为1563人。